# RMS Homeric
El RMS Homeric (originalmente SS Columbus) fue un transatlántico construido en 1913 en Danzig (actual Gdansk, en Polonia) para la compañía naviera alemana Norddeutscher Lloyd. El Columbus fue cedido a Gran Bretaña en 1919 como parte de las reparaciones de guerra tras la derrota alemana en la Primera Guerra Mundial. Fue asignado a la White Star Line en 1920, siendo rebautizado entonces como Homeric. Su barco gemelo, el SS Hindenburg permaneció bajo el mando de la NDL y fue rebautizado como Columbus. El Homeric operó para la White Star entre 1922 y 1934, cuando la compañía se fusionó con la Cunard Line, y para la empresa Cunard White Star Line hasta su retirada del servicio en 1935.

## Historia

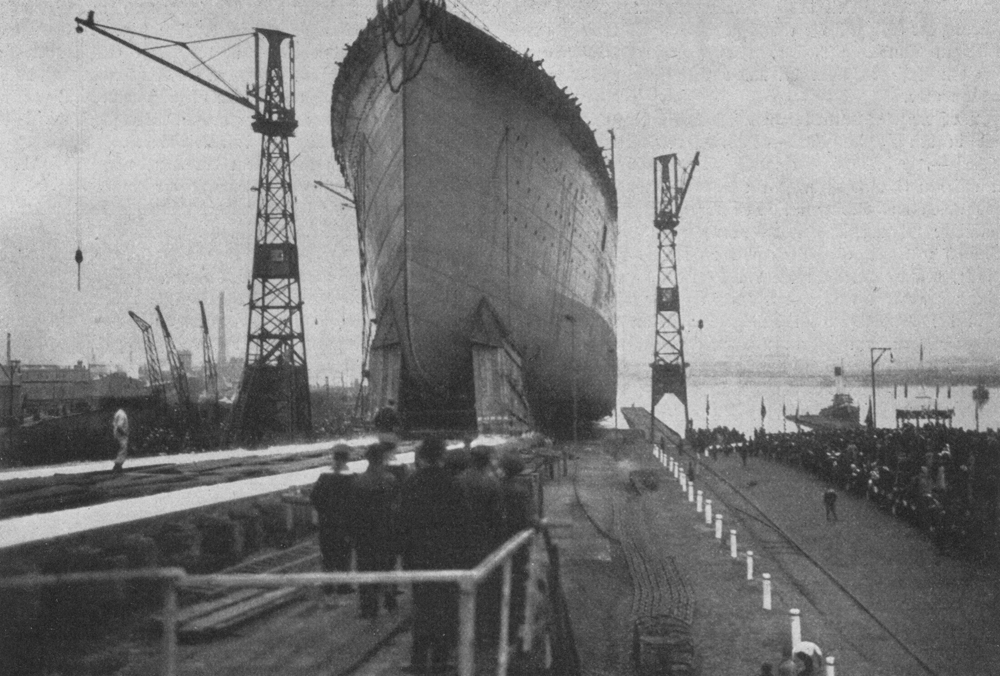
Botadura del SS Columbus, en diciembre de 1913.

Tras el final de la Primera Guerra Mundial, la Cunard Line, principal rival de la White Star Line, reestableció rápidamente su supremacía en el comercio del transporte de pasajeros en menos de un año, con un servicio semanal de tres buques en la ruta de Southampton hacia Nueva York. 
El RMS Mauretania, el RMS Aquitania e irónicamente uno de los barcos construidos por los alemanes para competir con los navíos británicos, el SS Imperator (rebautizado como Berengaria), volvían a navegar tranquilamente por el Océano Atlántico como si la guerra nunca hubiera sucedido. 
Aunque la Cunard había perdido uno de sus buques insignia durante la contienda, el RMS Lusitania en 1915, la flota de White Star había sufrido pérdidas mayores: el HMHS Britannic, buque gemelo del RMS Olympic y del RMS Titanic, se había hundido haciendo labores de hospitalarias en el mar Egeo en 1916, y el RMS Oceanic, también se perdió en 1914 tras encallar en la costa. 
Terminada la guerra en noviembre de 1918, el Tratado de Versalles confiscó a Alemania dos grandes barcos como compensación para la flota de la White Star, el SS Bismarck, el tercer y mayor buque de la clase Imperator de Albert Ballin, inacabado en el astillero de Blohm + Voss de Hamburgo, y el Columbus, que se encontraba en construcción en F. Schichau-Werft, en Danzig. Aunque ambos habían sido botados, estaban lejos de ser completados, y pasarían dos años más para que fueran completados, lo que de impidió a la White Star regresar de forma efectiva al transporte de pasajeros hasta mediados de 1922.
Siendo botado en 1913, el Columbus fue el primero de dos barcos encargados por la Norddeutscher Lloyd (NDL) para su ruta principal, entre Bremerhaven y Nueva York. Con 35 000 toneladas, se trataban de dos de los buques más grandes de su época. Propulsados por motores alternativos de triple expansión, los dos nuevos buques estaban dotados de dos grandes hélices laterales (los pares más grandes jamás diseñados hasta la construcción del RMS Mauretania de 1938), aunque desarrollaban una modesta velocidad, ligeramente por encima de 18 nudos.

### Reparaciones de guerra

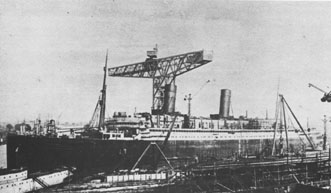
El Columbus durante el final de su construcción en Danzig, hacia 1920, antes de su entrega oficial al Reino Unido.

Siendo botado el 17 de diciembre de 1913, el Columbus era entonces el buque más grande de la flota de la NDL. No obstante, con el estallido de la Primera Guerra Mundial, los trabajos en el nuevo transatlántico fueron cancelados, debido a que los astilleros recibieron un aluvión de nuevos contratos navales. El barco inacabado fue trasladado desde el lugar en el que estaba siendo terminado hasta Danzig, mientras el drama de la guerra seguía su curso. Oxidado y abandonado a su suerte, el inacabado buque, al igual que la mayoría de la flota mercante alemana, fue cedido a los británicos como botín de reparación de guerra, en compensación por los barcos que habían perdido durante el conflicto. En 1920 se reanudaron los trabajos de construcción, bajo la supervisión de los oficiales enviados por los astilleros de Harland & Wolff, pero los trabajos avanzaban con lentitud, debido a la escasez de materiales y a una fuerza laboral que no tenía ninguna ambición de finalizar la construcción del barco para ser entregado a los británicos.

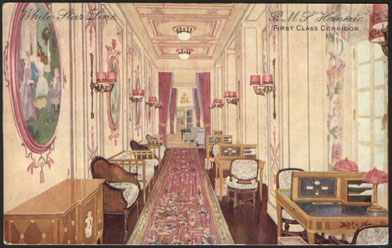
Ilustración de uno de los pasillos de primera clase del Homeric (ex Columbus).

Mientras que las acomodaciones del barco serían las típicas para los buques de la White Star, modernas y lujosas, el sistema de propulsión original basado en el uso de carbón se dejó intacto, en lugar de ser reemplazado con un sistema diésel, cada vez más común en los transatlánticos de la década. El tiempo necesario para completar la conversión era simplemente demasiado largo en una época en la que escaseaban los buques disponibles para la naviera.
Siguiendo la tradición de White Star de bautizar sus barcos con la terminación -ic, el Columbus fue rebautizado como RMS Homeric. Finalmente completado a finales de 1921, fue entregado de forma renuente por sus constructores alemanes. El Homeric realizó con remarcable éxito sus pruebas de navegación, apuntando a una característica estabilidad que le haría ganar muchos pasajeros leales. Por algún motivo, su diseño le convertía en un barco muy adrizado y estable. ya que prácticamente no cabeceaba en alta mar, al contrario que algunos barcos como por ejemplo el SS France de la Compagnie Générale Transatlantique. El buque no contaba con ningún dispositivo ni giroscopios contra el balanceo, simplemente contaba con un casco y diseño excepcionalmente bien equilibrados.

### Servicio en el Atlántico

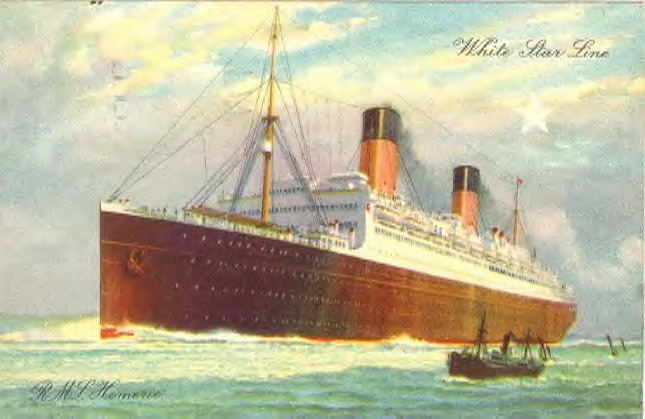
Postal publicitaria del Homeric lanzada por la White Star Line, c. 1925.

Resplandeciente en su nuevo diseño con los colores de la White Star, el recién completado Homeric llegó a Southampton el 21 de enero de 1922. Sus pruebas de navegabilidad se habían llevado a cabo en el mar del Norte, de camino a su nuevo puerto de salida, y en ellas excedió la velocidad esperada por sus constructores en medio nudo. Una vez en Southampton, se realizaron algunos ajustes menores y retoques de acabado, y para el mes siguiente, el 21 de febrero, el Homeric realizó su viaje inaugural con rumbo a Nueva York. 
Al incorporarse a la ruta del Atlántico, se unió al veterano RMS Olympic, que todavía era uno de los barcos más elegantes y populares de la época, y en mayo, el RMS Majestic (antiguo Bismarck), transformado en el nuevo buque insignia de la White Star, se uniría a ambos buques para completar un triple servicio semanal, en competición directa con los navíos de Cunard: el Mauretania, el Aquitania y el Berengaria (antiguo Imperator y gemelo del Majestic).
Rápidamente asentado en la ruta transoceánica, el Homeric demostró ser muy popular para la White Star, aunque su velocidad se convirtió en una preocupación importante para sus dueños, dado que con 18 nudos, no podía alcanzar el ritmo del resto de buques de la compañía, lo que hacía difícil mantener el servicio semanal. Al final de la segunda temporada, en octubre de 1923, el buque fue retirado del servicio para una extensiva revisión invernal, en la que sus calderas se actualizaron para quemar diésel en lugar de carbón. Las importantes remodelaciones requerirían la estancia del navío en dique seco durante ocho meses, pero el 9 de abril de 1924 volvió al servicio activo, demostrando ser ligeramente más rápido, con una travesía en la que navegó con una media de 19,5 nudos. No obstante, con esta velocidad, aún no podía alcanzar a sus compañeros de ruta, el Olympic y el Majestic, ambos con una velocidad de servicio superior a los 21 nudos. Aun así, el incremento de velocidad permitió reducir en un día las rutas del Homeric en el Atlántico.
En abril de 1925, el Homeric recibió una señal de socorro proveniente del mercante japonés Raifuku Maru, que se estaba hundiendo, escorado peligrosamente en una mar gruesa y rizada. El Homeric y otro barco, el SS King Alexander, acudieron a la posición del Raifuku Maru para prestar ayuda, pero el mal estado del mar les impidió acercarse al navío siniestrado. La tripulación y pasajeros del Homeric solo pudieron contemplar cómo el barco japonés se hundía, con 38 personas a bordo. Este incidente causó controversia después de que varios pasajeros acusaran a la tripulación del Homeric de no hacer el suficiente esfuerzo para rescatar a la tripulación del barco siniestrado. El gobierno japonés también criticó la actitud de los tripulantes del transatlántico inglés, acusándolos de racismo, aunque dichas acusaciones fueron vigorosamente negadas.

## Declive

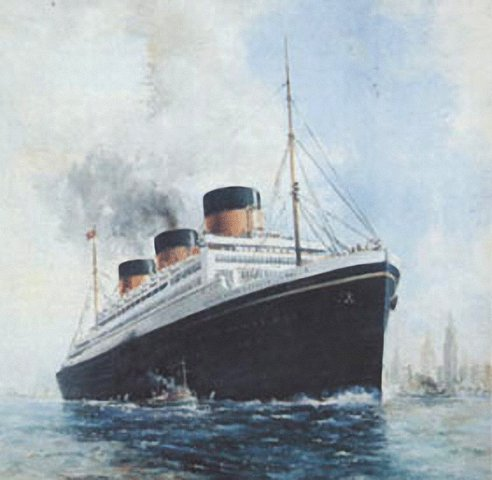
Debido a que el diseño del Homeric no podía hacer frente a las necesidades de la White Star Line en la travesía del Atlántico, la compañía planeó reemplazarlo con la construcción de un nuevo gran transatlántico, el.

Construido con el transporte de pasajeros inmigrantes en mente, el Homeric disponía de una gran proporción de sus acomodaciones dedicadas a la tercera clase. Cuando Estados Unidos limitó la entrada de extranjeros a mediados de los años 1920, el Homeric se vio particularmente afectado. Sus travesías comenzaron a perder dinero en 1926, por lo que fue destinado a aguas caribeñas y mediterráneas, como buque de cruceros. Aunque el transatlántico había iniciado su servicio en 1922, tan solo cinco años después, en 1927 ya mostraba signos de envejecimiento, puesto a que su estructura interna y su casco ya tenían quince años. 
Habían aparecido fisuras en el casco y la superestructura, así como en los bloques de potencia en su caldera de máquinas pero, al igual que sus compañeros de flota, el Homeric continuó operativo, navegando a velocidades reducidas y evitando la peor parte de las tormentas en el Atlántico norte. En 1928, la White Star anunció formalmente la construcción de un nuevo buque, el RMMV Oceanic, destinado a reemplazar al Homeric. 
No obstante, el Oceanic nunca sería construido, al ser incapaz la compañía de asegurar la financiación para un navío tan grande, construyendo en su lugar dos barcos menores, el MV Britannic, en 1929, y el MV Georgic, en 1932. Una vez que el Georgic entró en servicio, el Homeric se convirtió en excedentario en el Atlántico y se destinó a realizar cruceros a tiempo completo. El 1 de junio de 1932, partió de Nueva York en su último viaje transoceánico. Su carrera en el Atlántico fue en realidad corta, habiendo prestado servicio tan solo durante diez años.
Realizando cruceros desde puertos británicos al mar Mediterráneo, el Homeric fue uno de los primeros buques en ser usado a tiempo completo como crucero. Cumplió esta tarea de forma brillante, y pronto se encontraba bien establecido en el panorama de los cruceros. Aunque nunca protagonizó ningún desastre marítimo, el buque se vio envuelto en un incidente mientras estaba anclado en el puerto de Tenerife el 28 de septiembre de 1932. El pequeño barco de la Compañía Transmediterránea, el Isla de Tenerife, no pudo virar a tiempo mientras sorteaba al Homeric, embistiendo el costado del transatlántico cerca de la proa. Afortunadamente, al ser un barco de mayor tamaño, no se vio muy dañado y pudo continuar su crucero.

## Final de su carrera
Mientras la situación financiera de la White Star empeoraba al comienzo de la década de 1930, como consecuencia de la crisis tras el crac de 1929, el futuro del Homeric se presentaba cada vez más incierto. Con la empresa prácticamente en bancarrota, y la creación de la Cunard White Star Line tras la fusión de ambas navieras para hacer frente a los problemas económicos, los días del Homeric estaban contados. 
En 1934, el Homeric fue declarado excedentario y se planeó venderlo para su desguace. Todo, por supuesto, estaba pendiente del éxito de un nuevo buque en construcción, el RMS Queen Mary. En julio de 1935, el Homeric participó en la revista de jubileo de plata del rey Jorge V, un prestigioso honor. Pero tan solo dos meses después, fue dado de baja definitivamente. Para 1938, el Homeric había sido desguazado.

## En la actualidad
A pesar de su desguace, muchos de los interiores del Homeric sobreviven hoy en día. El antiguo teatro Rex Cinema en Stonehouse, South Lanarkshire (Escocia) preserva algunos de los interiores del buque. Aunque el edificio no está generalmente abierto al público, al emplearse como almacén, sus dueños dejan pasar ocasionalmente a algunos visitantes. Estos interiores aparecieron en el episodio 2, serie 9 del programa de la BBC Timeshift, acerca de la era dorada de los transatlánticos.